# Lebak (Sangkapura)
Lebak is een bestuurslaag in het regentschap Gresik van de provincie Oost-Java, Indonesië. Lebak telt 3947 inwoners (volkstelling 2010).